# Lillaz
Lillaz est un hameau de Cogne, dans le haut val de Cogne, en Vallée d'Aoste.

## Toponymie
Selon l'abbé Joseph-Marie Henry, le toponyme Lillaz dérive du latin insula (= île) et il est largement diffusé en Vallée d'Aoste aussi bien sous la forme en patois valdôtain Lillaz qu'en français Les Îles. Toutes les communes du fond de la vallée de la Doire baltée, grosso modo d'Aymavilles à Pontey présentent un lieu-dit avec ce nom. Contrairement au sens propre, ila ou lila (par contraction de l'article défini) n'indique pas une île, mais un terrain constituant le bord d'un torrent et qui, par sa nature, est destiné à être inondé ou érodé par l'eau du torrent même. C'est la même origine du toponyme de Lille.
Suivant le patois francoprovençal valdôtain, le nom « Lillaz » se prononce sans le « z » final, « Lìlla », comme pour de nombreux toponymes et noms de famille de la Vallée d'Aoste et des régions limitrophes (Savoie et Valais).

Cette particularité est liée à un petit paraphe que les rédacteurs des registres des États de Savoie ajoutaient à la fin des mots (qu'ils soient des toponymes ou des noms de famille) à prononcer comme des paroxytons, ceux-ci étant très fréquents en francoprovençal. Par la suite, ce petit signe a été assimilé comme un z.

## Description
Il se trouve au sud-est de Cogne, au centre du Valeille, à la confluence des torrents Valeille et Urtier (découlant du vallon du même nom).
Ce petit village est connu pour être très appréciée par les touristes, ainsi que par le fait d'être le point de départ de plusieurs parcours de randonnée, en particulier de la Haute Route n°2.

## Lieux d'intérêt touristique

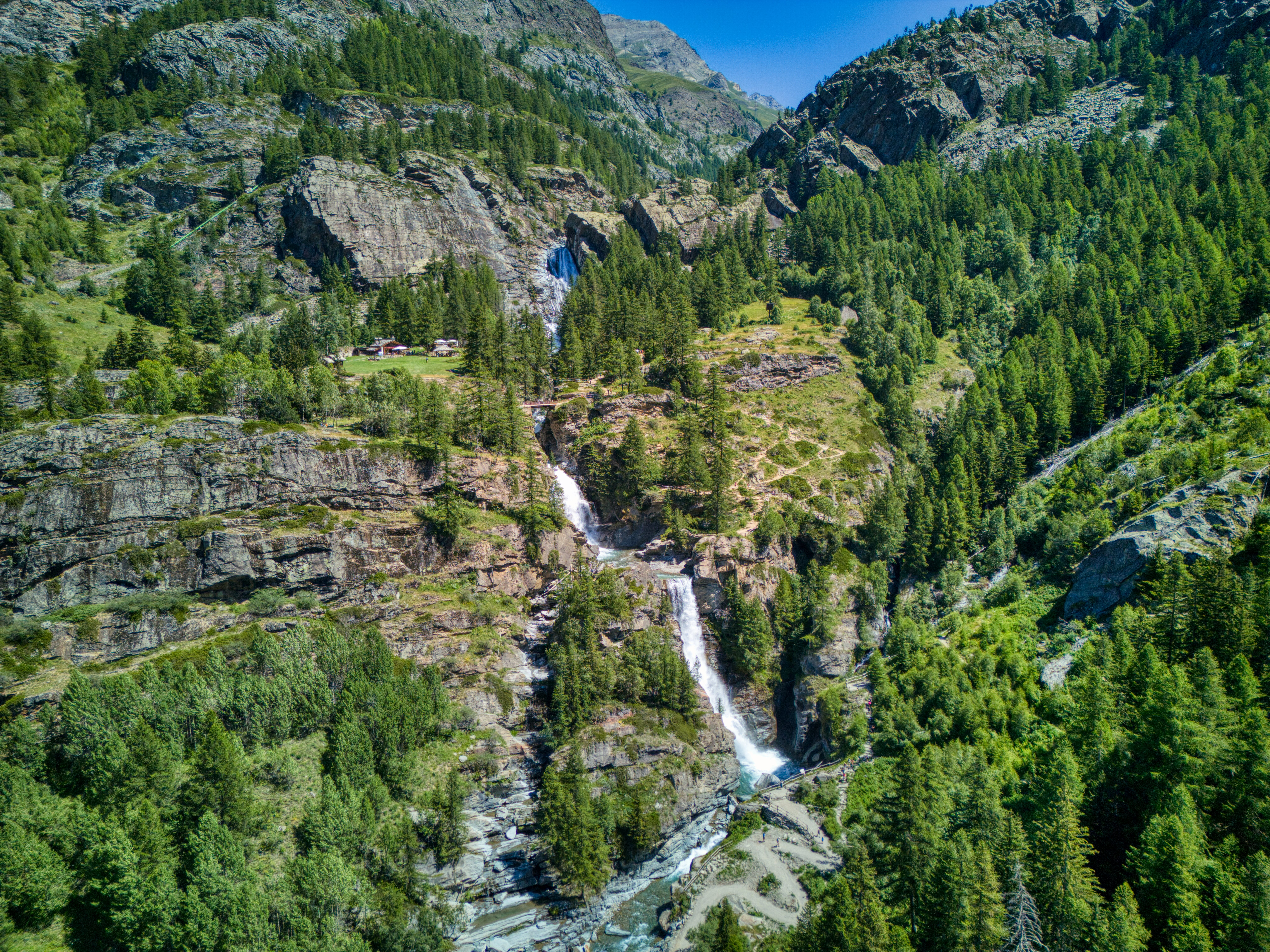
La cascade de Lillaz.

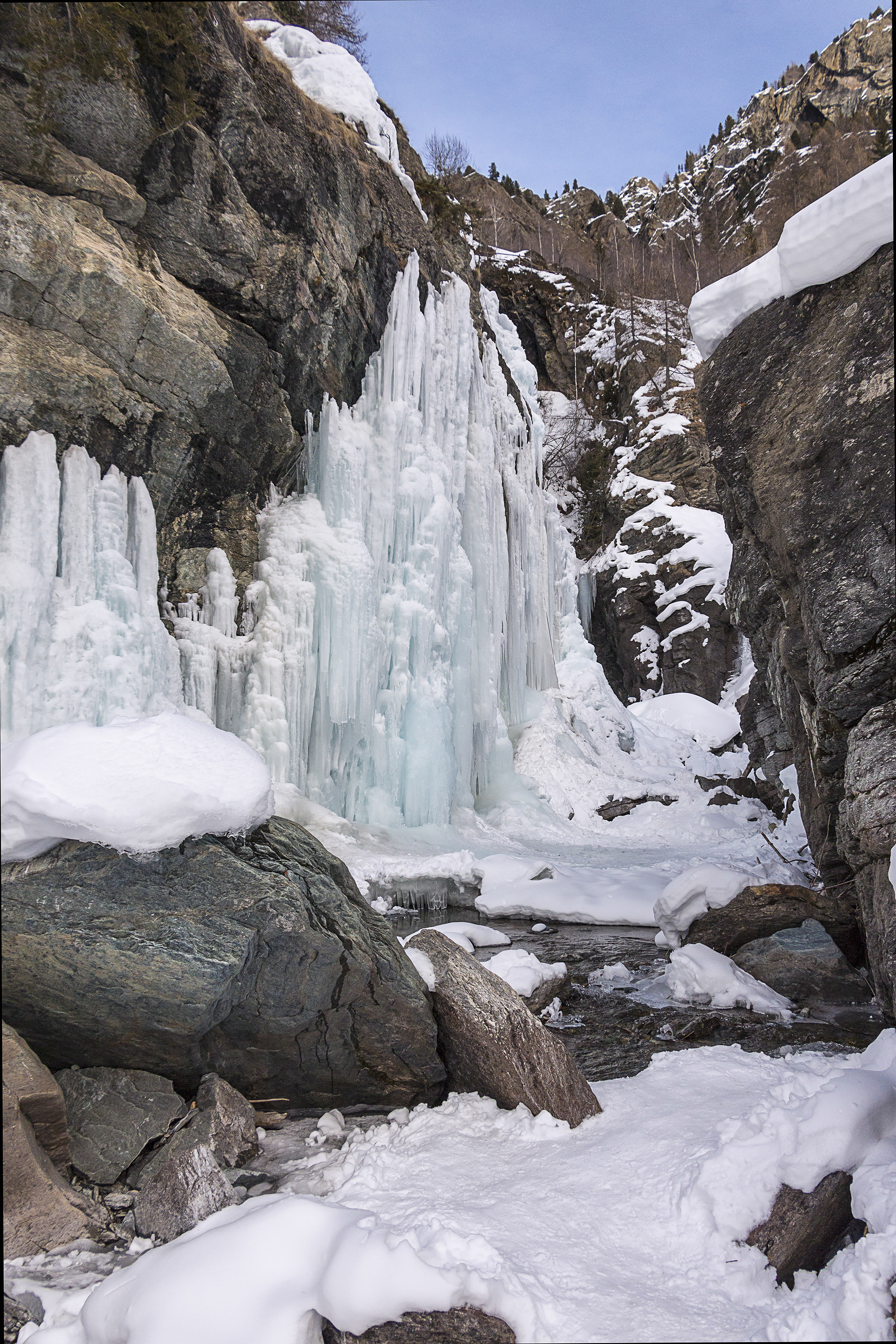
Les cascades glacées.

- La cascade de Lillaz, près du village, formées par le torrent Urtier, qui avec le torrent Valeille et plusieurs autres torrents en aval forment la Grand Eyvia.